# Wahan Dschuharjan
Wahan Dschuharjan, (armenisch Վահան Ջուհարյանին; * 26. Januar 1978) ist ein armenischer Ringer. Er war Europameister 2004 im griechisch-römischen Stil im Federgewicht.

## Werdegang
Wahan Dschuharjan begann als Jugendlicher 1983 mit dem Ringen. Er wurde dazu Mitglied des Sportclubs Aiastan Gjumri. Sein Trainer war dort Walik Wardanjan. Er konzentrierte sich ganz auf den griechisch-römischen Stil. Ringen ist in Armenien ein weit verbreiteter Sport. Die Konkurrenz ist deshalb dort für jeden Ringer sehr stark. Wahan Dschuharjan gehörte aber schon im Juniorenalter zu den dominierenden Ringern Armeniens in seinem Stil und in seiner Gewichtsklasse (Fliegengewicht, damals bis 54 kg Körpergewicht).
Seine internationale Karriere begann er bei der Junioren-Weltmeisterschaft 1996 im polnischen Wałbrzych. Er kam dort im Fliegengewicht auf den 5. Platz. Um einen Platz besser rangierte er sich 1997 bei der Junioren-Europameisterschaft in Istanbul ein. Er kam dort auf den 4. Platz. Für eine große Überraschung sorgte Wahan Dschuharjan dann bei der Weltmeisterschaft der Senioren 1997 in Breslau, denn er kämpfte sich dort im Fliegengewicht mit Siegen über Nick Zagranitschni aus Israel, Zigmunds Jansons aus Lettland und Marian Sandu aus Rumänien bis in das Finale vor, in dem er von dem Türken Ercan Yıldız knapp mit 1:0 techn. Punkten besiegt wurde. Der Vize-Weltmeistertitel war für ihn aber ein großer Erfolg.
In den folgenden Jahren konnte Wahan Dschuharjan diesen Erfolg, von Ausnahmen abgesehen, nicht bestätigen. So kam er bei der Europameisterschaft 1998 in Minsk mit Siegen über Vitali Cheban aus Moldawien und Joakim Söderman aus Schweden und Niederlagen gegen Andrij Kalaschnykow aus der Ukraine und Ercan Yıldız, gegen den er wieder mit 0:1 techn. Punkten unterlag, auf den 9. Platz. Noch schlechter schnitt er bei der Junioren-Europameisterschaft 1998 in Tirana ab, wo er nur auf den 13. Platz kam. Dafür überraschte er bei der Junioren-Weltmeisterschaft 1998 in Kairo wieder angenehm, denn er wurde dort hinter dem Russen Nikolai Antonkin wieder Vize-Weltmeister.
1999 kam Wahan Dschuharjan bei der Europameisterschaft in Sofia im Fliegengewicht nach Niederlagen gegen Samuel Danijeljan, einen für Russland startenden armenischen Landsmann und Serhij Sobokar aus der Ukraine nur auf den 17. Platz. Er wurde daraufhin bei der Weltmeisterschaft 1999 nicht eingesetzt. Bei der Europameisterschaft des Jahres 2000 in Moskau konnte er sich ebenfalls nicht im Vorderfeld platzieren. Er wurde dort im Bantamgewicht Zwölfter. Bei den Olympischen Spielen 2000 in Athen war er nicht am Start.
2001 nahm er aber erneut an der Europameisterschaft, die in Istanbul stattfand teil und erreichte im Bantamgewicht den 7. Platz, während er bei der Weltmeisterschaft dieses Jahres fehlte.
Danach ging Wahan Dschuharjan nach Schweden, wo eine große armenische Gemeinde existiert. Er startet dort für den Sportclub Spårvägens BK Stockholm. 2004 wurde er schwedischer Meister im Leichtgewicht. In diesem Jahr wurde er dann nach einer zweijährigen Pause wieder für Armenien bei einer internationalen Meisterschaft, der Europameisterschaft, die in Haparanda/Schweden stattfand eingesetzt. Unterstützt von der starken armenischen Gemeinde gelang es ihm dort im Federgewicht mit Siegen über Eusebiu Diaconu, Rumänien, Aleksej Djakonow, Litauen, Lascha Lomadse, Georgien, Emik Bunjamin, Türkei und Davor Štefanek aus Serbien-Montenegro Europameister zu werden. An den Olympischen Spielen 2004 in Athen nahm er nicht teil.
2005 ging er aber für Armenien auch bei der Weltmeisterschaft in Budapest an den Start. Er kam dort im Federgewicht zu Siegen über Dawit Bedinadse, Georgien und Joseph Warren, USA, verlor aber gegen Ali Ashkari Agboloag aus dem Iran und gegen Eusebiu Diaconu und belegte den 5. Platz.
2007 belegte Wahan Dschuharjan bei den schwedischen Meisterschaften im Leichtgewicht hinter Robert Rosengren den 2. Platz. In den Jahren 2008 und 2009 wurde er aber wieder schwedischer Meister im Leichtgewicht. Er nahm auch noch mit großen Erfolgen an mehreren internationalen Turnieren in Skandinavien bzw. im Baltikum teil.

## Internationale Erfolge
| Jahr | Platz | Wettbewerb                                  | Gewichtsklasse | |
| 1996 | 5.    | Junioren-WM (Juniors) in Wałbrzych          | Fliegen        | hinter Roberto Monzon Gonzalez, Kuba, Norbert Futo, Jugoslawien, Nürəddin Racabov, Aserbaidschan u. Wugar Pirimow, Russland                                 |
| 1997 | 4.    | Junioren-EM (Juniors) in Istanbul           | bis 56 kg      | hinter Maxim Semenow, Russland, Seymur Qasımov, Aserbaidschan u. Parwis Kassimow, Ukraine                                                                   |
| 1997 | 8.    | Junioren-WM (Juniors) in Turku              | bis 56 kg      | Sieger: Parwis Kassimow vor Macim Semenow u. Roberto Monzon Gonzalez                                                                                        |
| 1997 | 2.    | WM in Wrocław                               | Fliegen        | mit Siegen über Nick Zagranitschni, Israel, Zigmunds Jansons, Lettland u. Lettland, Marian Sandu, Rumänien u. einer Niederlage gegen Ercan Yıldız, Türkei   |
| 1998 | 9.    | EM in Minsk                                 | Fliegen        | mit Sieg über Vitali Cheban, Moldawien, Niederlage gegen Andrij Kalaschnykow, Ukraine, Sieg über Joakim Söderman, Schweden u. Niederlage gegen Ercan Yildiz |
| 1998 | 13.   | Junioren-EM (Juniors) in Tirana             | bis 56 kg KG   | Sieger: Nikolai Antonkin, Russland vor László Bona, Ungarn u. Arthur Kratz, Deutschland                                                                     |
| 1998 | 2.    | Junioren-WM (Juniors) in Kairo              | bis 56 kg KG   | hinter Nikolai Antonkin, vor Ali Ashkani Agboloag, Iran |
| 1999 | 17.   | EM in Sofia                                 | Fliegen        | nach Niederlagen gegen Samwel Danijeljan, Russland u. Serhij Sobokar, Ukraine                                                                               |
| 2000 | 5.    | Olympia-Qualif.-Turnier in Colorado Springs | Bantam         | hinter Rıfat Yıldız, Deutschland, Dennis Hall, USA, Ali Ashkani Agboloag u. Nürəddin Racabov                                                                |
| 2000 | 12.   | EM in Moskau                                | Bantam         | Sieger: István Majoros, Ungarn vor Armen Nasarjan, Bulgarien u. Rıfat Yıldız                                                                                |
| 2001 | 7.    | EM in Istanbul                              | Bantam         | Sieger: Petr Švehla, Tschechien vor Irakli Tschotschua, Georgien u. Marian Sandu                                                                            |
| 2004 | 1.    | EM in Haparanda/Schweden                    | Feder          | mit Siegen über Eusebiu Diaconu, Rumänien, Aleksej Djakonow, Litauen, Lascha Lomadse, Georgien, Emik Bunjamin, Türkei u. Davor Štefanek, Serbien-Montenegro |
| 2005 | 5.    | WM in Budapest                              | Feder          | nach Niederlage gegen Ali Ashkani Agboloag, Siegen über Dawit Bedinadse, Georgien u. Joseph Warren, USA u. einer Niederlage gegen Eusebiu Diaconu           |
| 2008 | 1.    | „Georg-Lurich“-Memorial in Tallinn          | Leicht         | vor Sasu Kaasinen, Finnland u. Argo Mitt, Estland |
| 2009 | 2.    | Vantaa-Cup                                  | Leicht         | hinter Wassili Lukow, Russland, vor Juri Denisow, Russland u. Stig-Arne Berg, Norwegen                                                                      |
| 2009 | 1.    | Haparanda-Cup                               | Feder          | vor Stig-Arne Berg u. Askar Orschokdugow, Russland |
| 2009 | 1.    | „Kristjan-Palusalu“-Memorial in Tallinn     | Leicht         | vor Victor Wolfgang, Schweden u. Juri Denisow |

Anm.: alle Wettbewerbe im griechisch-römischen Stil, WM = Weltmeisterschaft, EM = Europameisterschaft, Fliegengewicht, von 1997 bis 2001 bis 54 kg, danach abgeschafft, Bantamgewicht, von 1997 bis 2001 bis 58 kg, Federgewicht, seit 2002 bis 60 kg u. Leichtgewicht, seit 2002 bis 66 kg Körpergewicht